# Гејџтаун (Мичиген)
Гејџтаун (енгл. Gagetown) град је у америчкој савезној држави Мичиген.

## Демографија
По попису из 2010. године број становника је 388, што је 1 (-0,3%) становника мање него 2000. године.
| Група             | 2000.       | 2010.       |
| Белци             | 342 (87,9%) | 373 (96,1%) |
| Афроамериканци    | 0 (0,0%)    | 0 (0,0%)    |
| Азијати           | 3 (0,8%)    | 0 (0,0%)    |
| Хиспаноамериканци | 28 (7,2%)   | 12 (3,1%)   |
| Укупно            | 389         | 388         |